# Eumops wilsoni
Eumops wilsoni — вид кажанів родини молосових. Новий вид відрізняється від усіх інших видів роду своїм унікальним каріотипом (2n = 38, FN = 54).

## Середовище проживання
Мешкає в сухих лісах на південному заході Еквадору та прилеглих північно-західних регіонах Перу.

## Морфологія
Середні виміри (в мм) 4 самців і 3 самиць з Еквадору наступні. Загальна довжина — 117,3; довжина хвоста — 45,3; заднього відділу стопи — 11,8; вух — 23,7. Середня маса тіла становить 29,5 гр. Середня довжина передпліччя 59.3.